# Acanella dispar
Acanella dispar är en korallart som beskrevs av Bayer 1990. Acanella dispar ingår i släktet Acanella och familjen Isididae. Inga underarter finns listade i Catalogue of Life.